# Крушение вертолётов в Израиле (1997)
Катастрофа вертолетов в Израиле 1997 года — авиационная катастрофа, произошедшая во вторник 4 февраля 1997 года. В результате её погибли 73 военнослужащих Армии обороны Израиля. Два военно-транспортных вертолета CH-53 столкнулись в небе над мошавом Шеар-Яшув в северном Израиле. Вертолеты должны были пересечь границу и войти в израильскую «зону безопасности» в Ливане, но «зависли» в ожидании официального разрешения на пересечение границы. Ранее Израиль переправлял свои войска по земле, но в результате усиления минирования дорог Хизбаллой изменил эту тактику.
Катастрофа вызвала всеобщее горе в стране. Четверг, 6 февраля, был объявлен официальным днем траура. Премьер-министр Биньямин Нетаньяху и президент Эзер Вейцман присутствовали на похоронах погибших и посетили их семьи. Кроме того, тысячи израильтян пришли молиться к Стене плача, во всех школах прошли траурные собрания.
Поскольку это была самая крупная воздушная катастрофа в истории Израиля, для расследования её причин была учреждена комиссия во главе с генералом Давидом Иври. Комиссия завершила расследование к середине апреля того же года. Установить конкретную причину столкновения вертолетов оказалось невозможным. Не было обнаружено фактов, свидетельствовавших о нездоровье пилотов, не было обнаружено также и внешних причин катастрофы.

## Погибшие
- 73 имени[2].
- Биографии[3].
- Фотографии[4].